# Natação no Campeonato Europeu de Esportes Aquáticos de 2021 - 100 m livre feminino
A prova dos 100 metros livre feminino da natação no Campeonato Europeu de Esportes Aquáticos de 2021 ocorreu nos dias 21 e 22 de maio na Arena Danúbio, em Budapeste na Hungria. 

## Calendário
| Fase          | Data       | Hora  |
| ------------- | ---------- | ----- |
| Eliminatórias | 21 de maio | 10:00 |
| Semifinal     | 21 de maio | 18:47 |
| Final         | 22 de maio | 18:12 |

Todos os horários estão no horário local (UTC+1)

## Recordes
Antes desta competição, os recordes eram os seguintes:
|                       | Nadadora       | Tempo | Local     | Data                 |
| --------------------- | -------------- | ----- | --------- | -------------------- |
| Recorde mundial       | Sarah Sjöström | 51.71 | Budapeste | 23 de julho de 2017  |
| Recorde europeu       | Sarah Sjöström | 51.71 | Budapeste | 23 de julho de 2017  |
| Recorde do campeonato | Sarah Sjöström | 52.67 | Berlim    | 20 de agosto de 2014 |

## Medalhistas
| Ouro                  | Prata              | Bronze            |
| Femke Heemskerk (NED) | Marie Wattel (FRA) | Anna Hopkin (GBR) |

## Resultados

### Eliminatórias
Esses foram os resultados das eliminatórias. 
| Pos. | Bateria | Raia | Nadadora                 | Nacionalidade      | Tempo   | Notas  |
| ---- | ------- | ---- | ------------------------ | ------------------ | ------- | ------ |
| 1    | 7       | 4    | Femke Heemskerk          | Países Baixos      | 53.84   | Q      |
| 2    | 8       | 5    | Anna Hopkin              | Reino Unido        | 53.94   | Q      |
| 3    | 6       | 4    | Ranomi Kromowidjojo      | Países Baixos      | 54.04   | Q      |
| 4    | 6       | 5    | Marie Wattel             | França             | 54.07   | Q      |
| 5    | 8       | 6    | Andrea Murez             | Israel             | 54.19   | Q, =   |
| 6    | 7       | 5    | Freya Anderson           | Reino Unido        | 54.25   | Q      |
| 7    | 7       | 2    | Barbora Seemanová        | Chéquia            | 54.26   | Q      |
| 8    | 6       | 3    | Signe Bro                | Dinamarca          | 54.31   | Q      |
| 8    | 6       | 6    | Katarzyna Wasick         | Polónia            | 54.31   | Q      |
| 10   | 7       | 6    | Lucy Hope                | Reino Unido        | 54.33   |        |
| 11   | 8       | 4    | Michelle Coleman         | Suécia             | 54.41   | Q      |
| 12   | 8       | 8    | Neža Klančar             | Eslovênia          | 54.54   | Q,     |
| 13   | 7       | 3    | Maria Kameneva           | Rússia             | 54.60   | Q, RET |
| 14   | 8       | 2    | Kim Busch                | Países Baixos      | 54.62   |        |
| 15   | 6       | 2    | Lidón Muñoz              | Espanha            | 54.67   | Q      |
| 16   | 5       | 7    | Fanny Teijonsalo         | Finlândia          | 54.72   | Q      |
| 17   | 6       | 0    | Silvia Di Pietro         | Itália             | 54.75   | Q      |
| 18   | 5       | 4    | Fanni Gyurinovics        | Hungria            | 55.04   | Q      |
| 19   | 7       | 7    | Arina Surkova            | Rússia             | 55.19   | Q      |
| 20   | 4       | 5    | Janja Šegel              | Eslovênia          | 55.20   |        |
| 21   | 8       | 1    | Nina Kost                | Suíça              | 55.22   |        |
| 22   | 8       | 0    | Chiara Tarantino         | Itália             | 55.24   |        |
| 23   | 7       | 0    | Valentine Dumont         | Bélgica            | 55.35   |        |
| 24   | 6       | 1    | Evelyn Davis             | Reino Unido        | 55.38   |        |
| 25   | 6       | 7    | Julie-Marie Weynen       | Luxemburgo         | 55.46   |        |
| 26   | 5       | 6    | Selen Özbilen            | Turquia            | 55.49   |        |
| 27   | 5       | 2    | Petra Senánszky          | Hungria            | 55.51   |        |
| 28   | 5       | 3    | Kornelia Fiedkiewicz     | Polónia            | 55.55   |        |
| 29   | 7       | 8    | Kalia Antoniou           | Chipre             | 55.56   |        |
| 30   | 6       | 8    | Julie Kepp Jensen        | Dinamarca          | 55.66   |        |
| 31   | 5       | 1    | Nina Stanisavljević      | Sérvia             | 55.69   |        |
| 32   | 4       | 4    | Cornelia Pammer          | Áustria            | 55.74   |        |
| 33   | 7       | 9    | Costanza Cocconcelli     | Itália             | 55.78   |        |
| 34   | 3       | 8    | Barbora Janickova        | Chéquia            | 55.80   |        |
| 35   | 3       | 5    | Aleksa Gold              | Estónia            | 55.87   |        |
| 35   | 4       | 2    | Dominika Kossakowska     | Polónia            | 55.87   |        |
| 37   | 5       | 0    | Anna Kolářová            | Chéquia            | 55.90   |        |
| 38   | 4       | 3    | Tjaša Pintar             | Eslovênia          | 55.91   |        |
| 39   | 5       | 9    | Jessica Felsner          | Alemanha           | 56.01   |        |
| 40   | 7       | 1    | Jessica Steiger          | Alemanha           | 56.06   |        |
| 41   | 5       | 8    | Ieva Maļuka              | Letônia            | 56.11   |        |
| 42   | 8       | 7    | Anastasiya Shkurdai      | Bielorrússia       | 56.18   |        |
| 43   | 6       | 9    | Julia Mrozinski          | Alemanha           | 56.23   |        |
| 44   | 3       | 2    | Leoni Richter            | Suíça              | 56.24   |        |
| 45   | 4       | 1    | Nastassia Karakouskaya   | Bielorrússia       | 56.32   |        |
| 46   | 3       | 3    | Noémi Girardet           | Suíça              | 56.35   |        |
| 47   | 4       | 8    | Alma Thormalm            | Suécia             | 56.38   |        |
| 47   | 5       | 5    | Emily Gantriis           | Dinamarca          | 56.38   |        |
| 49   | 3       | 4    | Sara Junevik             | Suécia             | 56.41   |        |
| 50   | 3       | 7    | İlknur Nihan Çakıcı      | Turquia            | 56.47   |        |
| 51   | 4       | 9    | Tanja Popović            | Sérvia             | 56.60   |        |
| 52   | 3       | 1    | Snæfríður Jórunnardóttir | Islândia           | 56.63   |        |
| 53   | 2       | 5    | Martina Cibulková        | Eslováquia         | 56.88   |        |
| 54   | 2       | 3    | Teresa Ivanová           | Eslováquia         | 56.89   |        |
| 55   | 2       | 2    | Zora Ripková             | Eslováquia         | 57.06   |        |
| 56   | 3       | 9    | Gabriela Ņikitina        | Letônia            | 57.09   |        |
| 57   | 3       | 0    | Sasha Touretski          | Suíça              | 57.28   |        |
| 58   | 2       | 6    | Jóhanna Guðmundsdóttir   | Islândia           | 57.35   |        |
| 59   | 2       | 4    | Zohar Shikler            | Israel             | 57.38   |        |
| 60   | 2       | 7    | Mia Blazevska Eminova    | Macedônia do Norte | 57.85   |        |
| 61   | 2       | 8    | Mya Azzopardi            | Malta              | 58.27   |        |
| 62   | 1       | 2    | Varsenik Manucharyan     | Armênia            | 59.00   |        |
| 63   | 2       | 0    | Mónica Ramírez           | Andorra            | 59.94   |        |
| 64   | 1       | 4    | Alina Vedehhova          | Estónia            | 1:00.28 |        |
| 65   | 2       | 9    | Ani Poghosyan            | Armênia            | 1:00.43 |        |
| 66   | 1       | 7    | Katie Rock               | Albânia            | 1:01.39 |        |
| 67   | 1       | 5    | Eda Zeqiri               | Kosovo             | 1:01.69 |        |
| 68   | 1       | 3    | Era Budima               | Kosovo             | 1:05.47 |        |
| 69   | 1       | 6    | Jona Macula              | Kosovo             | 1:06.71 |        |
| 70   | 2       | 1    | Lea Polonsky             | Israel             | DNS     | DNS    |
| 70   | 3       | 6    | Daria Golovaty           | Israel             | DNS     | DNS    |
| 70   | 4       | 0    | Panna Ugrai              | Hungria            | DNS     | DNS    |
| 70   | 4       | 6    | Evelyn Verrasztó         | Hungria            | DNS     | DNS    |
| 70   | 4       | 7    | Sophie Hansson           | Suécia             | DNS     | DNS    |
| 70   | 8       | 3    | Federica Pellegrini      | Itália             | DNS     | DNS    |

### Semifinal
Esses foram os resultados das semifinais. 
Semifinal 1
| Pos. | Raia | Nadadora         | Nacionalidade | Tempo | Notas |
| ---- | ---- | ---------------- | ------------- | ----- | ----- |
| 1    | 5    | Marie Wattel     | França        | 53.34 | Q     |
| 2    | 4    | Anna Hopkin      | Reino Unido   | 53.74 | Q     |
| 3    | 3    | Freya Anderson   | Reino Unido   | 53.93 | q     |
| 4    | 2    | Michelle Coleman | Suécia        | 54.12 | q     |
| 5    | 6    | Katarzyna Wasick | Polónia       | 54.47 |       |
| 6    | 7    | Lidón Muñoz      | Espanha       | 54.76 |       |
| 7    | 8    | Arina Surkova    | Rússia        | 54.86 |       |
| 8    | 1    | Silvia Di Pietro | Itália        | 54.87 |       |

Semifinal 2
| Pos. | Raia | Nadadora            | Nacionalidade | Tempo | Notas            |
| ---- | ---- | ------------------- | ------------- | ----- | ---------------- |
| 1    | 4    | Femke Heemskerk     | Países Baixos | 53.49 | Q                |
| 2    | 5    | Ranomi Kromowidjojo | Países Baixos | 53.59 | Q                |
| 3    | 6    | Barbora Seemanová   | Chéquia       | 53.68 | q,               |
| 4    | 2    | Signe Bro           | Dinamarca     | 53.70 | q                |
| 5    | 3    | Andrea Murez        | Israel        | 54.18 | Recorde nacional |
| 6    | 7    | Neža Klančar        | Eslovênia     | 54.47 | Recorde nacional |
| 7    | 8    | Fanni Gyurinovics   | Hungria       | 55.04 |                  |
| 8    | 1    | Fanny Teijonsalo    | Finlândia     | 55.11 |                  |

### Final
Esse foi o resultado da final. 
| Pos.              | Raia | Nadadora            | Nacionalidade | Tempo | Notas |
| ----------------- | ---- | ------------------- | ------------- | ----- | ----- |
| Medalha de ouro   | 5    | Femke Heemskerk     | Países Baixos | 53.05 |       |
| Medalha de prata  | 4    | Marie Wattel        | França        | 53.32 |       |
| Medalha de bronze | 7    | Anna Hopkin         | Grã-Bretanha  | 53.43 |       |
| 4                 | 3    | Ranomi Kromowidjojo | Países Baixos | 53.44 |       |
| 5                 | 1    | Freya Anderson      | Grã-Bretanha  | 53.56 |       |
| 6                 | 2    | Signe Bro           | Dinamarca     | 53.69 |       |
| 7                 | 6    | Barbora Seemanová   | Chéquia       | 53.74 |       |
| 8                 | 8    | Michelle Coleman    | Suécia        | 54.15 |       |

Legenda
| Recorde mundial       | Recorde mundial (World record)               |                       | Recorde africano                      | Recorde africano (African) |                                           | Q | Classificado por posição (Qualified) |
| Recorde do campeonato | Recorde do campeonato (Championship record)  | Recorde da América    | Recorde da América (Americas)         | q                          | Classificado por melhor tempo (Qualified) |   |                                      |
| Melhor marca do ano   | Melhor marca do ano (World leading)          | Recorde asiático      | Recorde asiático (Asian)              | DNS                        | Não largou (Did not start)                |   |                                      |
| Recorde nacional      | Recorde nacional (National record)           | Recorde europeu       | Recorde europeu (European)            | DNF                        | Não terminou (Did not finish)             |   |                                      |
| Recorde pessoal       | Recorde pessoal do atleta (Personal best)    | Recorde da Oceania    | Recorde da Oceania (Oceania)          | DSQ / DQ                   | Desclassificado (Disqualified)            |   |                                      |
| Recorde da temporada  | Recorde da temporada do atleta (Season best) | Recorde sul-americano | Recorde sul-americano (South America) | NM                         | Sem marca (No mark)                       |   |                                      |